# Ants Soots

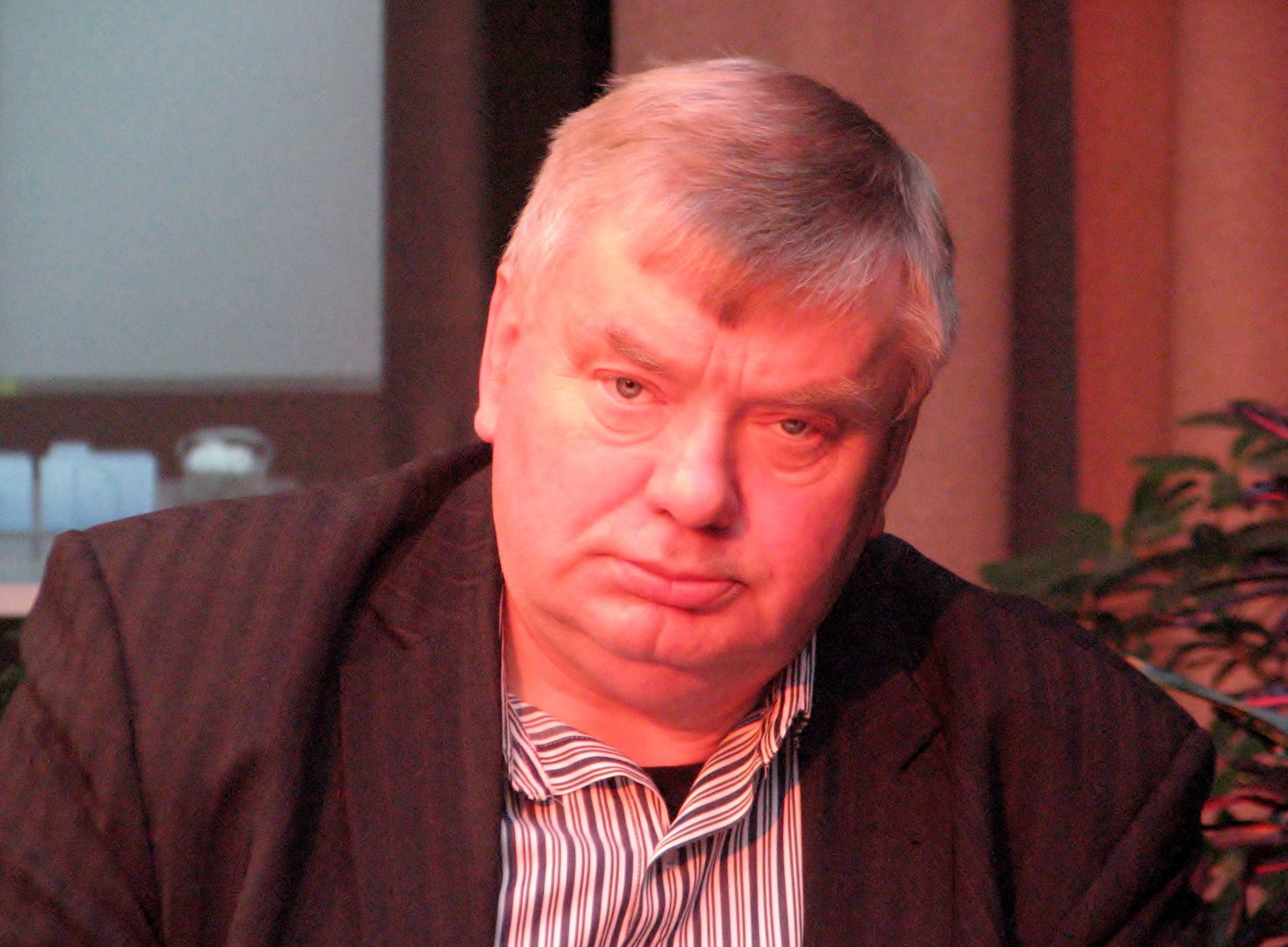
Ants Soots

Ants Soots (nascido a 19 de fevereiro de 1956, em Rõngu) é um maestro da Estónia.
Em 1983 formou-se no Conservatório Estatal de Tallinn.
Entre 1982 e 1990 foi cantor de Coro Misto da Eesti Televisioon e da Rádio Estoniana.
Ele dirigiu os seguintes coros: Forestalia (1976–1991), Coro Masculino Académico da Universidade de Tecnologia de Tallinn (1981–1986), Coro Masculino da Academia de Ciências da Estónia (1986–1991), Coro Feminino da Academia de Ciências da Estónia (1990–1991) e Coro Nacional Masculino da Estónia (1991–2005). Ele trabalha como professor na Academia de Música da Estónia desde 1988 e como professor desde 2004.
Prémios:
- 2003: Ordem da Estrela Branca, V classe[2]
- 2004: Grammy de Melhor Performance Coral. Paavo Järvi (maestro), Tiia-Ester Loitme e Ants Soots (mestres do coro) para Sibelius: Cantatas interpretadas pelo Coro Feminino de Ellerhein, o Coro Nacional Masculino da Estónia e a Orquestra Sinfónica Nacional da Estónia.[1]